# Valbirse
Valbirse är en kommun i distriktet Jura bernois i kantonen Bern, Schweiz. Kommunen har 3 973 invånare (2023).
Den 1 januari 2015 slogs de tidigare kommunerna Bévilard, Malleray och Pontenet samman till Valbirse. 